# Мендес, Ив
Ив Менде́с — бразильская певица. Родилась в Сери́се, в смешанной испано-французско-португальско-индейской семье фермеров. Она пела в церковном хоре, затем изучала музыку и изобразительное искусство в столице штата, Гоя́нии. Ив обучалась музыке в течение семи лет. В 1999 году она переехала в Лондон. Работает с продюсером Шаде́, Робином Мила́ром. После смерти брата она переехала в сельскую местность.

## Дискография
Синглы:
- 1998 - Hanime
- 2003 - Night Night
- 2003 - Natural High / If You Leave Me Now

Альбомы:
- 2005 - Ive Mendes
- 2009 - Magnetism

## Сертификация альбомов
- Новый альбом Ive Mendes «Magnetism» в Польше получил статус дважды платинового альбома[4].
- В Испании альбом получил статус золотого альбома за 5 дней